# Снігу більше не буде
Снігу більше не буде — польсько-німецька кінокомедія 2020 року. Режисери, сценаристи і продюсери Малгожата Шумовска й Міхал Енглерт. Світова прем'єра відбулася 6 вересня 2020 року; прем'єра в Україні — 4 листопада 2021-го.

## Про фільм
Євгеній має особливі здібності, які, імовірно, проявилися через перебування в Чорнобилі у момент аварії. Емігрувавши з України в Польщу, він заробляє на життя масажем, але іще Євген здатний відновлювати не лише тіло, але й душу. Багаті клієнти довіряють йому свої страхи, переживання та секрети. Так Євген перетворився на наставника, що надає надію і віру.

## Знімалися
| Актор            | Роль |
| ---------------- | ---- |
| Алек Утгофф      | Женя |
| Майя Осташевська |      |
| Аґата Кулеша     |      |
| Вероніка Розаті  |      |
| Катажина Фігура  |      |
| Лукаш Сімлат     |      |
| Анджей Хира      |      |
| Кшиштоф Чечот    |      |
| Єжи Насєровські  |      |